# اسپاس-دمنسک
شهر اسپاس-دمنسک (به روسی: Спас-Деменск) در کشور روسیه و در اوبلاست کالوگا واقع شده‌است.